# Liste von Truppenübungsplätzen in Deutschland
Die Liste von Truppenübungsplätzen in Deutschland listet aktiv genutzte Truppenübungsplätze auf. Aktuell gibt es achtzehn Truppenübungsplätze in Deutschland.

## Liste

### Bereich Truppenübungsplatzkommandantur Nord
Zum Bereich Truppenübungsplatzkommandantur Nord gehören sechs Truppenübungsplätze in Niedersachsen, Nordrhein-Westfalen und Schleswig-Holstein.
| Bezeichnung                     | Größe in km² | Bemerkungen                 |
| ------------------------------- | ------------ | --------------------------- |
| Truppenübungsplatz Bergen       | 284          |                             |
| Truppenübungsplatz Munster-Nord | 102          |                             |
| Truppenübungsplatz Munster-Süd  | 70           |                             |
| Truppenübungsplatz Nordhorn     | 22           | Luft-/Bodenschießplatz      |
| Truppenübungsplatz Putlos       | 13           | mit Außenstelle Todendorf   |
| Truppenübungsplatz Senne        | 116          | unter britischer Verwaltung |

### Bereich Truppenübungsplatzkommandantur Ost
Zum Bereich Truppenübungsplatzkommandantur Ost gehören fünf Truppenübungsplätze in Brandenburg, Mecklenburg-Vorpommern, Sachsen und Sachsen-Anhalt.
| Bezeichnung                    | Größe in km² | Bemerkungen |
| ------------------------------ | ------------ | ----------- |
| Truppenübungsplatz Altengrabow | 100          |             |
| Truppenübungsplatz Jägerbrück  | 100          |             |
| Truppenübungsplatz Klietz      | 90           |             |
| Truppenübungsplatz Lehnin      | 70           |             |
| Truppenübungsplatz Oberlausitz | 168          |             |

### Bereich  Truppenübungsplatzkommandantur Süd
Zum Bereich Truppenübungsplatzkommandantur Süd gehören fünf Truppenübungsplätze in Baden-Württemberg, Bayern und Rheinland-Pfalz.
| Bezeichnung                    | Größe in km² | Bemerkungen                |
| ------------------------------ | ------------ | -------------------------- |
| Truppenübungsplatz Baumholder  | 119          |                            |
| Truppenübungsplatz Grafenwöhr  | 228          | von der US-Armee verwaltet |
| Truppenübungsplatz Hammelburg  | 42           |                            |
| Truppenübungsplatz Heuberg     | 48           |                            |
| Truppenübungsplatz Wildflecken | 73           |                            |

### Gefechtsübungszentrum Heer
Das Gefechtsübungszentrum Heer auf dem Truppenübungsplatz Altmark in Sachsen-Anhalt ist die zentrale Ausbildungseinrichtung des Heeres zur Einsatzausbildung und truppengattungsgebundenen Ausbildung.
| Bezeichnung                | Größe in km² | Bemerkungen                |
| -------------------------- | ------------ | -------------------------- |
| Truppenübungsplatz Altmark | 230          | Gefechtsübungszentrum Heer |

### US-Gefechtsübungszentrum
Das US-Gefechtsübungszentrum Joint Multinational Readiness Center auf dem Truppenübungsplatz Hohenfels in Bayern wird von den Vereinigten Staaten verwaltet und von der United States Army Europe (USAREUR) genutzt.
| Bezeichnung                  | Größe in km² | Bemerkungen   |
| ---------------------------- | ------------ | ------------- |
| Truppenübungsplatz Hohenfels | 162          | US-Verwaltung |